# 南極収束線

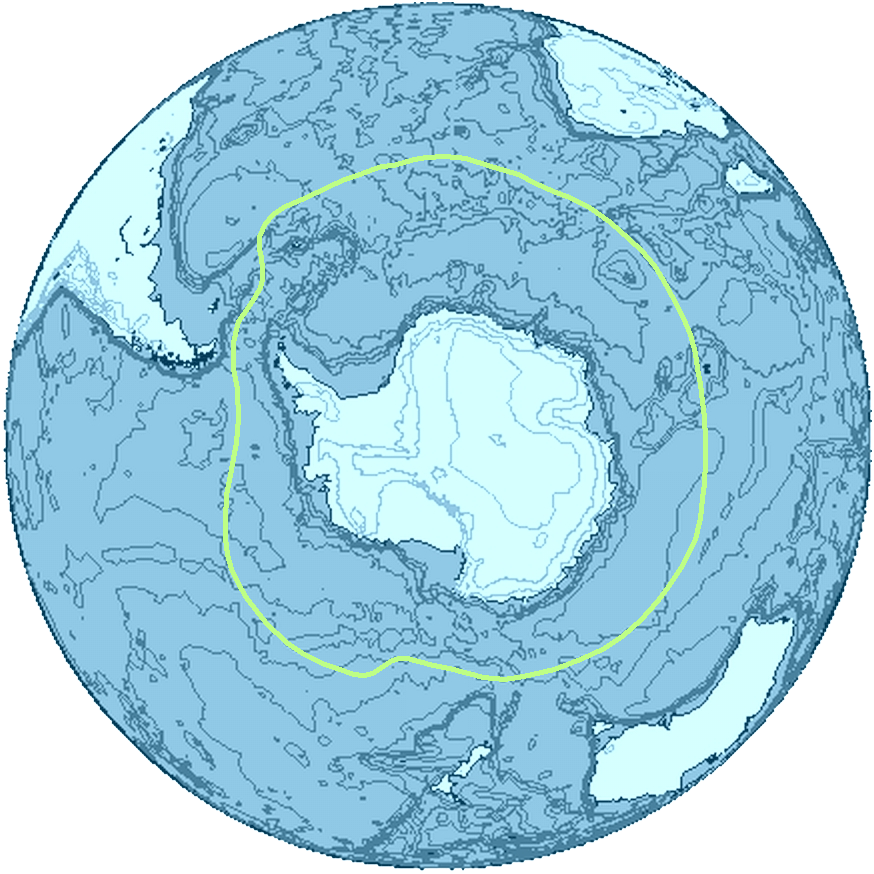
黄緑の線が南極収束線

南極収束線（なんきょくしゅうそくせん）もしくは南極収斂線 (Antarctic Convergence) は南極前線 (Antarctic Polar Front) ともいわれる、南極を一周する曲線。

## 概要
南極収束線は、冷たい南極の海水のうち偏西風によって北向きに輸送される海水と亜南極の比較的暖かい海水が出会って混ざる所（潮境）である。また、気象学的には寒帯前線と一致する。この前線を境に水温が2～3℃変わり、また塩分濃度も変わる。
南極収束線は経度のような人工的な線ではなく、Arctic tree line(en)のような自然に存在する境目である。二つの水文学的領域を分けるだけでなく、南極特有の、海の生き物がつながっている区域や異なる気候区域も分ける。南極収束線の実際の幅はおよそ32キロメートルから48キロメートルほどで、大西洋、太平洋、インド洋のおよそ南緯48度と南緯61度の間にある。緯度は季節と経度によって多少変わるが、普通はもともとの位置から30分以上それることはない。南極の海水の殆どは亜南極の海水の下に沈む一方で、混合と湧昇が同時に起こっている領域では海の生産力（特にナンキョクオキアミ）が高い。
南極収束線より北の区域は極前線域と呼ばれ、極前線域の北側の境目は亜南極前線などと呼ばれる。南極収束線と亜南極前線は両方とも南極環流の一部で、東へ向かう強い海流である。
世界で初めて南極収束線を横切ったのはAnthony de la Roché(en)で、1675年のことである。世界で初めて南極収束線を記録に残したのはエドモンド・ハレーで、1700年のことである。
境目は動くものだが、南極の海洋生物資源の保存に関する委員会 (CCAMLR, Convention for the Conservation of Antarctic Marine Living Resources) において、1980年に一度定義されたことがある。
北極は陸地に囲まれているので、南極収束線に相当するものは無い。

## 周辺の島
サウス・シェトランド諸島、サウス・オークニー諸島、サウスジョージア・サウスサンドウィッチ諸島、ブーベ島、ハード島とマクドナルド諸島はすべて南極収束線より南にある。  ケルゲレン諸島は収束線のおおよそ上にあり、フォークランド諸島、プリンスエドワード諸島、クローゼー諸島、アムステルダム島、サンポール島、フエゴ島、マッコーリー島は南極収束線より北にある。